# Кумаґай Наодзане
Кумаґая-но Дзіро Наодзане (熊谷 次郎 直実) (1141—1207/1208) — самурай, який служив клану Гендзі (Мінамото) під час періоду Хейан в історії Японії.
Відомий подвигами під час війни Генпей, зокрема вбивством молодого воїна Тайра-но Ацуморі в битві при Ічі-но-Тані у 1184 році, про яке описується в епосі «Хейке моноґатарі».
Під час битви при Ічі-но-Тані Ацуморі та Кумагаї зустрілися на березі річки Сума-ку. Як розповідається в «Хейке Моноґотарі», Кумагай наздогнав Ацуморі, який тікав верхи. Кумагай зумів скинути Ацуморі з коня і зірвав шолом з лежачого противника. За вбранням Кумагай зрозумів, що зловив молодого принца. Ацуморі просив відтяти його голову, але Кумагай вагався, бо Ацуморі нагадав йому власного сина приблизно такого ж віку. Кумагай хотів врятувати життя Ацуморі, але побачив, що його товариші, солдати Гендзі, наближаються. Плачучи, він обіцяє прочитати молитви Ацуморі і відрубує йому голову.
Переглядаючи речі вбитого, Кумагай знайшов флейту, відому як «Саеда». Дізнавшись, що імператор Тоба подарував флейту Тайра но Тадаморі, який передав її згодом Ацуморі, він відчув ще більше смутку та жалю за свої дії, адже того ранку Кумагай чув, як хтось вправно грав на флейті за межами ворожого табору і тепер він зрозумів, що тим флейтистом міг бути Ацуморі.